# 比弗克里克 (伊利諾伊州)
比弗克里克（英語：Beaver Creek）是位於美國伊利諾伊州邦德縣的一個非建制地區。該地的面積和人口皆未知。

## 地理
比弗克里克的座標為38°46′03″N 89°23′37″W / 38.76750°N 89.39361°W，而該地的平均海拔高度為153米（即502英尺）。